# Chamaecereus saltensis
Chamaecereus saltensis es una especie de planta suculenta perteneciente al género Chamaecereus, dentro de la familia Cactaceae. Es endémica del noroeste de Argentina.

## Descripción

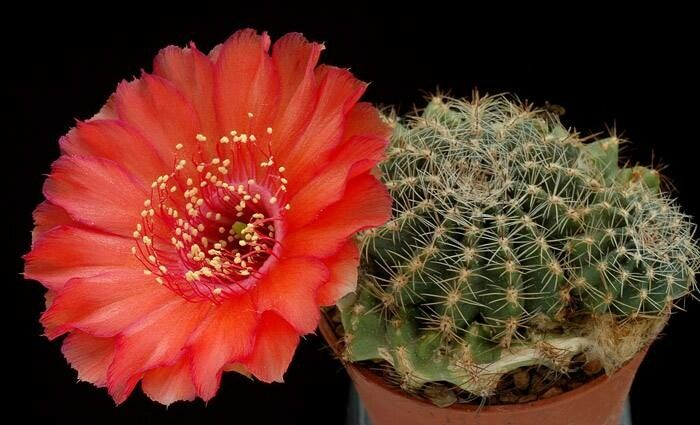
Planta en floración

Chamaecereus saltensis es una especie de cactus que suele crecer individualmente y sólo a veces forma cojines. Tiene una gran raíz pivotante y los tallos son de forma esférica o cilíndrica corta. Son de color verde claro y alcanzan un diámetro de hasta 9 cm.  
Presentan de 17 a 18 costillas bajas que están divididas en tubérculos. Sobre ellas se asientan areolas que están muy juntas unas de otras. Tienen de 1 a 4 espinas centrales fuertes que suelen tener forma de gancho y miden entre 1 y 1,2 cm de largo. También se distinguen de 12 a 14 espinas marginales más delgadas que las centrales y que miden hasta 0,6 cm de largo.

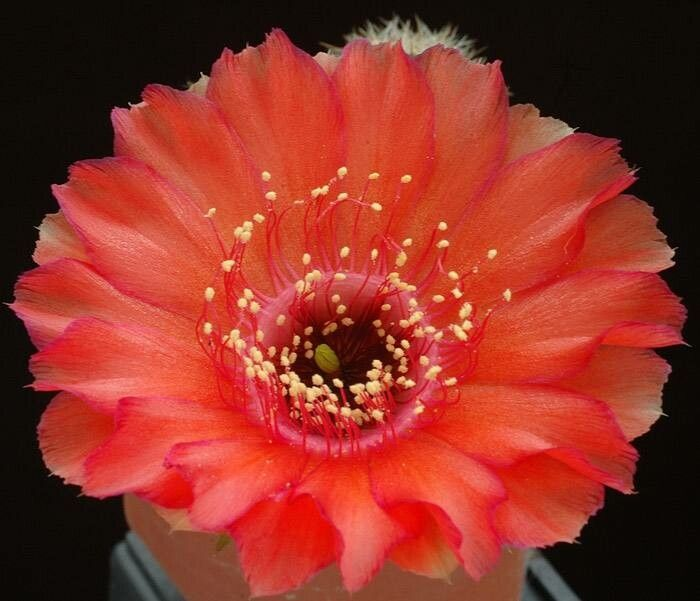
Detalle de la flor

Las flores son rojas con la garganta más oscura y tienen forma de embudo. Aparecen a los lados de los tallos, se abren durante el día y miden hasta 4 cm de largo. Los frutos tienen forma esférica, son secos y tienen un diámetro de hasta 0,5 cm.

## Distribución y hábitat
El área de distribución nativa de esta especie es el noroeste de Argentina (concretamente en la provincia de Salta) y crece principalmente en biomas desérticos o de matorrales secos, a altitudes de 2000 a 3000 m sobre el nivel del mar.

## Taxonomía
La primera descripción de esta especie fue como Echinopsis saltensis, publicada en 1905 por el botánico argentino Carlos Luis Spegazzini en la revista ilustrada Anales del Museo Nacional de Buenos Aires, 11: 487.
Más tarde, el botánico alemán Boris O. Schlumpberger trasladó la especie al género Chamaecereus, por lo que pasó a llamarse Chamaecereus saltensis. Registró estos cambios en la revista científica Cactaceae Systematics Initiatives 28: 29, publicada en 2012.
Etimología
- Chamaecereus: nombre genérico que deriva de la palabra griega chamai (que significa 'en el suelo', 'pequeño' o 'enano'), y la palabra latina cereus (que se traduce como 'vela' o 'cirio'), haciendo alusión a su forma alargada perfectamente recta. Por tanto se puede traducir como 'cactus alargados que crecen muy cerca del suelo o de pequeño tamaño'.[5]
- saltensis: epíteto geográfico que hace referencia a la provincia argentina de Salta, lugar donde se descubrió la especie.[6]

Sinonimia
- Echinocactus saltensis Speg., 1905 (basónimo)
- Echinopsis nealeana (Backeb.) Friedrich, 1974
- Echinopsis pseudocachensis (Backeb.) Friedrich, 1974
- Echinopsis saltensis Speg., 1905
- Echinopsis saltensis var. nealeana (Backeb.) J.G.Lamb., 1998
- Echinopsis saltensis var. pseudocachensis (Backeb.) J.G.Lamb., 1998
- Hymenorebutia nealeana (Backeb.) Buining, 1939
- Hymenorebutia pseudocachensis (Backeb.) Buining, 1939
- Lobivia cachensis Britton & Rose, 1922
- Lobivia emmae Backeb. ex Spin, 1949
- Lobivia emmae Backeb., 1948
- Lobivia emmae var. brevispina Backeb., 1949
- Lobivia nealeana Backeb., 1934
- Lobivia nealeana var. grandiflora Y.Itô, 1957
- Lobivia nealeana var. purpureiflora Y.Itô, 1957
- Lobivia pseudocachensis Backeb., 1934
- Lobivia pseudocachensis var. cinabarina Backeb., publicación de 1956 en 1957
- Lobivia pseudocachensis var. sanguinea Backeb., publicación de 1956 en 1957
- Lobivia saltensis Britton & Rose, 1922
- Lobivia saltensis var. emmae (Backeb.) G.D.Rowley, 1982
- Lobivia saltensisf . emmae (Backeb.) J.Ullmann, 1992
- Lobivia saltensis var. multicostata Rausch, 1977
- Lobivia saltensis var. nealeana (Backeb.) Rausch, 1977
- Lobivia saltensis var. pseudocachensis (Backeb.) Rausch, publicación 1985-1986, 1987
- Lobivia saltensis var. zapallarensis Rausch, publicación 1985-1986, 1987

## Estado de conservación
En la Lista Roja de Especies Amenazadas de la UICN, la especie está clasificada como de “Preocupación Menor (LC)”.

## Usos

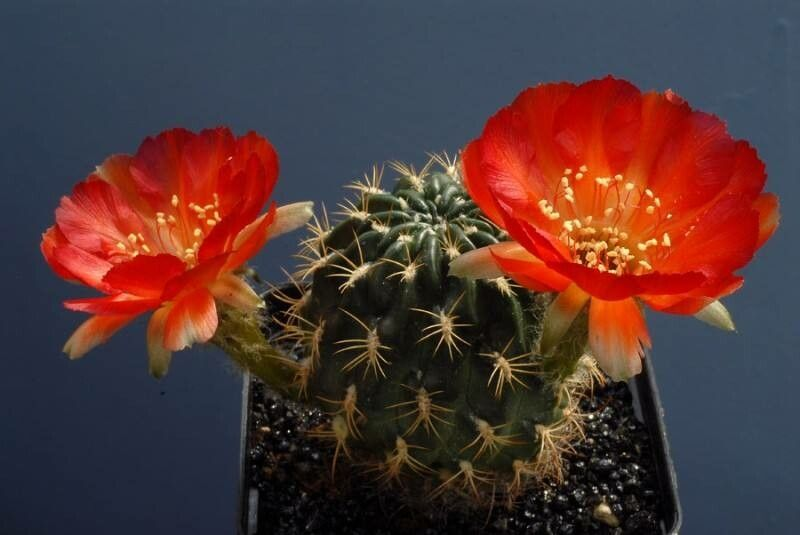
Planta cultivada en maceta

Se cultiva principalmente como planta ornamental y su propagación se realiza a través de esquejes o semillas.
Chamaecereus saltensis se cultiva principalmente como planta ornamental. Requiere un sustrato con buen drenaje, ya que la humedad combinada con bajas temperaturas puede provocar pudrición. El riego debe ser moderado: en verano necesita agua regular, siempre dejando secar completamente el sustrato entre riegos; en invierno se mantiene seco.
Tolera heladas suaves, hasta -5 °C si el ambiente es seco. Aun así, se recomienda no exponerla a temperaturas bajo cero para evitar daños en la epidermis. No se debe regar en días fríos, húmedos o nublados.
Se adapta bien al exterior a pleno sol o con algo de sombra por la tarde. En interior necesita luz intensa y algo de sol directo. No tolera bien el calor extremo en verano. Debe trasplantarse en primavera, cada dos años, usando macetas grandes. Después del trasplante, conviene esperar al menos una semana antes de volver a regar.
Se propaga por semillas o esquejes en verano, dejando secar bien los cortes antes de plantarlos. Es adecuada para jardines secos y también para cultivo en maceta, sobre todo en zonas con inviernos fríos.